# Œ̏
Cette page contient des caractères spéciaux ou non latins. S’ils s’affichent mal (▯, ?, etc.), consultez la page d’aide Unicode.
Œ̏ (minuscule : œ̏), appelé E dans l’O double accent grave, est un graphème utilisé dans l’écriture du dan de l’Est. Il s’agit de la lettre Œ diacritée d’un double accent grave.

## Représentations informatiques
Le E dans l’O double accent grave peut être représenté avec les caractères Unicode suivants :
- décomposé (latin étendu A, diacritiques)[1],[2] :

| formes    | représentations | chaînes de caractères | points de code | descriptions                                               |
| --------- | --------------- | --------------------- | -------------- | ---------------------------------------------------------- |
| capitale  | Œ̏               | Œ◌̏                    | U+0152 U+030F  | lettre majuscule latine oe diacritique double accent grave |
| minuscule | œ̏               | œ◌̏                    | U+0153 U+030F  | lettre minuscule latine oe diacritique double accent grave |